# الروضة (القطن)

'

تعديل مصدري - تعديل

الروضة هي إحدى قرى عزلة القطن بمديرية القطن التابعة لمحافظة حضرموت، بلغ تعداد سكانها 152 نسمة حسب تعداد اليمن لعام 2004.